# 傑佛·羅索賓
傑佛·羅索賓（1976年1月5日—），是印尼已退休男子羽球運動員。

## 簡歷
傑佛·羅索賓曾是1996年亞洲羽毛球錦標賽的男子單打冠軍，並且一度進入了BWF世界排名的前10名。羅索賓曾經擔任新加坡國家隊教練。2017年，他以女子單打教練的身份加入了印尼國家訓練營。